# Teh Kew San
Teh Kew San (* 1934) ist ein ehemaliger malaysischer Badmintonspieler.

## Karriere
Teh Kew San gewann mit dem malaysischen Team die siebente Auflage der Weltmeisterschaft für Männermannschaften, den Thomas Cup, in der Saison 1966/67. Gemeinsam mit Tan Aik Huang gewannen sie im Finale gegen Indonesien gegen Muljadi  und Agus Susanto ihr erstes Doppel in drei Sätzen. Das zweite Doppel gegen A. P. Unang und Darmawan Supatera wurde nach Tumulten unter den Zuschauern nicht mehr ausgetragen und den Malayen zugesprochen. Im Einzel hatte er zuvor gegen Muljadi mit 15:18 und 4:15 verloren. Die Cup wanderte jedoch bei einem Endergebnis von 6:3 nach Malaysia.
In seiner Heimat gewann Teh Kew San 1957, 1959, 1960 und 1961 die Doppeldisziplin bei den Malaysia Open. 1959 siegte er mit Lim Say Hup bei den All England, sein größter Erfolg in den Einzeldisziplinen. Erfolgreich war er des Weiteren in den USA, in Neuseeland und in Kanada. 1962 wurde er Asienmeister im Einzel, und bei den Asienspielen siegte er 1966 im Mixed mit Rosalind Singha Ang. 1963 gewann er die Neuseeländischen Meisterschaften, die offen ausgetragen wurden.